# Bankia Aspar Team
Bankia Aspar Team es un equipo español de motociclismo en la categoría de 125cc.

## Historia
El equipo fue fundado en 1992 por el campeón del mundo Jorge Martínez Aspar. Después de que su carrera competitiva terminara en 1997, decidió crear y dirigir el Mafre Aspar Team.
En la temporada 2010, el piloto de Aspar Nicolás Terol terminó en segundo lugar en la categoría de 125cc, mientras que su compañero de equipo Bradley Smith terminó cuarto, ambos conduciendo una moto Aprilia RSA 125.
En la temporada 2011, Nico Terol se proclamó campeón del mundo de 125cc en el circuito de Valencia.

## Palmarés
| - 73 Victorias en GP - 94 2º Puestos - 85 3º Puestos - 81 Poles | - 3 Títulos Mundiales - 7 Subcampeonatos Mundiales - 2 Títulos Europeos - 6 Títulos Nacionales |  |